# Периклис Александру Аргиропулос
Вижте пояснителната страница за други личности с името Периклис Аргиропулос.
Периклис Александру Аргиропулос (на гръцки: Περικλής Αργυρόπουλος του Αλεξάνδρου) е гръцки юрист, политик и дипломат, организатор на Гръцката въоръжена пропаганда в Македония в Централния комитет в Атина. Аргиропулос е член на различни партии, последно на Единната демократическа левица, и е многократно министър. Автор е на множество трудове и е представител на Гърция на международни конференции.

## Биография
Роден е на 21 март 1871 година в гръцката столица Атина. Принадлежи към стария фанариотски род Аргиропулос. Баща му Александрос Аргиропулос е син на учения Периклис Аргиропулос и внук на великия драгоман на Високата порта Яковос Аргиропулос. Бащата на майка му е Йоанис Михалвода Суцос, посланик на крал Отон I Гръцки в Санкт Петербург, а майката на майка му е Екатерина Обрескова, потомка на генерал Борис Шереметев. След като родителите му се развеждат, той се установява в Париж с майка си и двете си сестри. Учи две години в гимназията „Гаспар Монж“, в Шамбери в Савоя и в гимназията „Жансон-де-Сайи“ в Париж. След това учи математика в училището „Лакордер“ в Марсилия.
При избухването на Гръцко-турската война в 1897 година, пристига в Гърция, за да се присъедини към доброволен батальон, сформиран от гърци и французи в чужбина. Поради заболяване му е отказана военна служба, но калеко му Александрос Суцос (женен за леля му Наталия) го взима със себе си в Епир с мисия на Червения кръст.
Връща се във Франция, където, след като се отказва от мисълта да учи инженерство, учи право и политика.
В 1903 година се връща в Гърция и се жени за братовчедка си София Г. Аргиропулу, дъщеря на гръцкия посланик в Санкт Петербург.
Аргиропулос участва активно в дейността на Атинския централен комитет, координиращ действията на гръцките чети в Македония. Той пристига в Македония на 18 април 1904 година. Среща се с подконсула Филипос Кондогурис, генералния консул в Солун Евгениос Евгениадис, Йон Драгумис, френския консул и със солунския митрополит.
В 1912 година е назначен за първи номарх на Солун. През 1916 година се присъединява към венизелисткото движение Национална отбрана. Посланик е в много страни от Скандинавския полуостров, както и в Кайро, Париж, Алжир и Цариград. Заема поста министър на външните работи в правителството на Георгиос Кондилис от 26 август 1926 година до 4 декември 1926 година.
Избран е за депутат от Атина на изборите през 1928 година с Националната демократическа партия на Кондилис и е преизбран на изборите през 1932 година от Либералната партия.
В правителството на Елевтериос Венизелос е министър на флота от 4 юли 1928 година до 7 юни 1929 година, а впоследствие министър на външните работи от 7 юни до 6 юли 1929 година, като временно изпълнява длъжността министър на вътрешните работи от 3 юли 1929 година и за три месеца е министър на вътрешните работи от 6 юли 1929 година до 31 декември 1929 година. В следващото правителство, след оставката си като вътрешен министър, е министър на флота от 22 декември 1930 година до 26 май 1932 година.
Аргиропулос става главен управител на Егейските острови в правителството на Емануил Цудерос в периода 25 април 1941 – 2 юни 1941 година.
На изборите през 1963 година е избран във Втори атински избирателен район от Единната демократическа левица.
Умира на 20 август 1966 година в атинската болница „Евангелисмос“ и е погребан в Първо атинско гробище.